# Steve Guerdat

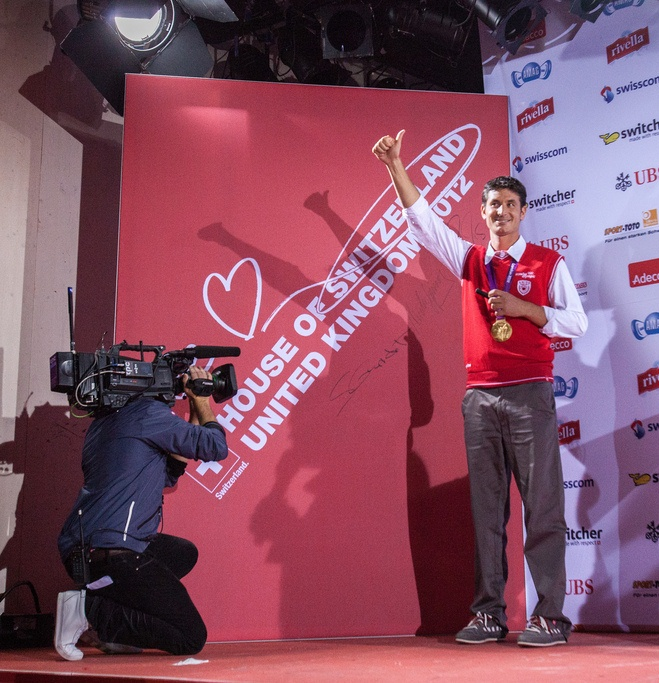
Steve Guerdat ve švýcarském domě na LOH 2012 se zlatou olympijskou medailí

Steve Guerdat (* 10. června 1986 Bassecourt, kanton Jura) je švýcarský parkurový jezdec. Na XXX. letních olympijských hrách v Londýně vyhrál s koněm Nino de Buissonnets parkur jednotlivců. Stal se tak prvním švýcarským olympijským vítězem v parkuru od roku 1924 a Alphonse Gemuseuse.
Z Letní olympiády 2008 v Pekingu si jako člen švýcarského týmu na koni Jalisca Solier odvezl bronzovou medaili po diskvalifikaci Nora Tonyho Andrého Hansena. V individuálním závodu dojel devátý. V letech 2015 a 2016 vyhrál finále Světového poháru v parkurovém jezdectví.

## Velké světové soutěže
- Letní olympijské hry
  - 2004, Athény: na koni Olympic – 5. místo (družstva), 50. místo (jednotlivci)
  - 2008, Peking: na koni Jalisca Solier – 3. místo (družstva), 9. místo (jednotlivci)
  - 2012, Londýn: na koni Nino des Buissonnets – 4. místo (družstva), 1. místo (jednotlivci)
  - 2016, Rio de Janeiro: na koni Nino des Buissonnets – 6. místo (družstva), 4. místo (jednotlivci)
- Mistrovství Evropy
  - 2003, Donaueschingen: na koni Tepic – 3. místo (družstva), 6. místo (jednotlivci)
  - 2005, San Patrignano: na koni Pialotta – 2. místo (družstva), 7. místo (jednotlivci)
  - 2009, Windsor: na koni Jalisca Solier – 1. místo (družstva), 16. místo (jednotlivci)
  - 2011, Madrid: na koni Jalisca Solier – 6. místo (družstva), 29. místo (jednotlivci)
  - 2013, Herning: na koni Nino des Buissonnets – 5. místo (družstva), 8. místo (jednotlivci)
  - 2017, Göteborg: na koni Bianca – 3. místo (družstva), 15. místo (jednotlivci)
- Finále Světového poháru:
  - 2005, Las Vegas: 6. místo na koni Pialotta
  - 2007, Las Vegas: 3. místo na koni Tresor
  - 2008, Göteborg: 7. místo na koni Tresor
  - 2009, Le Grand-Saconnex (Ženeva): 9. místo na koni Tresor
  - 2012, 's-Hertogenbosch: 2. místo na koni Nino des Buissonnets
  - 2013, Göteborg: 2. místo na koni Nino des Buissonnets
  - 2015, Las Vegas: 1. místo na koni Albführen's Paille
  - 2016, Göteborg: 1. místo na koni Corbinian des Buissonnets
  - 2017, Omaha: 8. místo na koni Bianca
  - 2018, Paříž: 10. místo na koni Bianca